# NGC 1015
NGC 1015 ist eine Balken-Spiralgalaxie vom Hubble-Typ SBa im Sternbild Cetus südlich der Ekliptik. Sie ist schätzungsweise 118 Millionen Lichtjahre von der Milchstraße entfernt und hat einen Durchmesser von etwa 70.000 Lichtjahren.
Die Typ-Ia-Supernova SN 2009ig wurde hier beobachtet.
Das Objekt wurde am 27. Dezember 1875 vom deutschen Astronomen Ernst Wilhelm Leberecht Tempel mit einem 11-Zoll-Teleskop entdeckt.